# Liste der Biografien/Fib
Liste der Biografien |
Portal Biografien |
Personensuche
# |
A |
B |
C |
D |
E |
F |
G |
H |
I |
J |
K |
L |
M |
N |
O |
P |
Q |
R |
S |
T |
U |
V |
W |
X |
Y |
Z |
?
 
Fa |
Fe |
Ff |
Fh |
Fi |
Fj |
Fk |
Fl |
Fm |
Fn |
Fo |
Fr |
Ft |
Fu |
Fy
 
Fia |
Fib |
Fic |
Fid |
Fie |
Fif |
Fig |
Fih |
Fii |
Fij |
Fik |
Fil |
Fim |
Fin |
Fio |
Fip |
Fiq |
Fir |
Fis |
Fit |
Fiu |
Fiv |
Fix |
Fiz
Die Liste der Biografien führt alle Personen auf, die in der deutschsprachigen Wikipedia einen Artikel haben. Dieses ist eine Teilliste mit 15 Einträgen von Personen, deren Namen mit den Buchstaben „Fib“ beginnt.

## Fib

### Fiba
- Fibak, Wojciech (* 1952), polnischer TennisspielerWojciech Fibak (* 1952)

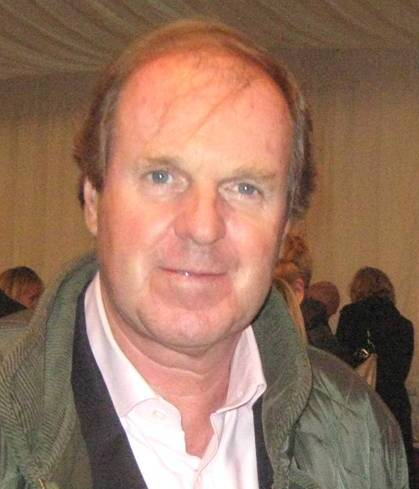
Wojciech Fibak (* 1952)

### Fibb
- Fibbens, Mike (* 1968), britischer Schwimmer

### Fibi
- Fibich, Bernhard (* 1962), österreichischer Kinderliedermacher
- Fibich, Heinz (1936–2011), österreichischer Komponist
- Fibich, Zdeněk (1850–1900), böhmischer Komponist
- Fibicius, Bischof von Trier nach 502
- Fibig, Gottfried (1612–1646), deutscher Rechtswissenschaftler
- Fibiger, Arnold (1847–1915), deutsch-polnischer Klavierbauer, Unternehmer und Fabrikgründer
- Fibiger, Jacob (1793–1861), dänischer Generalmajor und Kriegsminister im Moltke III
- Fibiger, Jesse (* 1978), kanadischer Eishockeyspieler
- Fibiger, Johannes (1867–1928), dänischer Pathologe
- Fibiger, Mathilde (1830–1872), dänische Frauenrechtlerin
- Fibigr, Waldemar (1966–2022), tschechoslowakischer Kanute
- Fibii (* 2006), deutsche Webvideoproduzentin und Streamerin
- Fibingerová, Helena (* 1949), tschechische Leichtathletin